# Rainmaker (Fair Warning)
Rainmaker è il secondo album dei Fair Warning.

## Il disco
Disco d'oro in Giappone (circa 150 000 copie vendute) e "Album of the year" secondo la rivista olandese Aardshock magazine. Pubblicato per la WEA, scelsero di non avvalersi di un produttore, il disco quindi fu autoprodotto da loro stessi.
(Ule Ritgen)
I singoli estratti: Rain Song, The Heart Of Summer, Burning Heart.

## Tracce
1. The Heart of Summer
2. Don't Give Up
3. Burning Heart
4. Rain Song
5. Get a Little Closer
6. Desert Song
7. What Did You Find
8. Pictures of Love
9. Lonely Rooms
10. One Way Up
11. Angel of Dawn
12. Stars and the Moon
13. Desolation Angels
14. The Call of the Wild
15. Too Late for Love

## Formazione
- Tommy Heart (voce)
- Andy Malecek (chitarra)
- Helge Engelke (chitarra)
- Ule Ritgen (basso)
- C.C.Behrens (batteria)